# Laephotis angolensis
Laephotis angolensis é uma espécie de morcego da família Vespertilionidae. Pode ser encontrada na Angola e República Democrática do Congo.